# Eervolle Vermelding (België)
In België wordt een Eervolle Vermelding in een Dagorder met een leeuw, palm of penning op het lint van het Oorlogskruis, in het drietalige België ook "Croix de Guerre" en "Kriegskreuz" genoemd, aangeduid. Het kruis werd op 25 oktober 1915 bij Koninklijk Besluit ingesteld en op 20 juli 1940 door de naar Londen gevluchte Belgische regering vernieuwd. De Belgisch koning Leopold III bevond zich op dat moment in Duitse krijgsgevangenschap.
De onderscheiding was bedoeld voor dapperheid en werd aan militairen van land-, zee- en luchtmacht toegekend. In bijzondere gevallen konden ook vreemdelingen en militaire eenheden worden onderscheiden, in dat laatste geval zou een vaandeldecoratie worden aangebracht.
Het Oorlogskruis werd verleend voor daden van moed tegenover de vijand. Het Belgisch Oorlogskruis kan postuum verleend worden en draagt in dat geval een zwart geëmailleerd staafje op het lint. De onderofficieren, korporaals en soldaten die zijn overleden ten gevolge van vóór de vijand ontvangen wonden worden benoemd tot ridders van de Orde van Leopold II met palm en ontvangen eveneens het Oorlogskruis. 
Op het lint van het Oorlogskruis worden de volgende tekens gedragen:
- Een bronzen Belgische Leeuw staat voor een vermelding bij regimentsdagorder.
- Een zilveren Belgische leeuw staat voor een vermelding bij brigadedagorder.
- Een gouden Belgische leeuw voor een vermelding bij divisiedagorder.
- Een bronzen palm staat voor een vermelding bij legerdagorder; vijf bronzen palmen worden door een zilveren palm en vijf zilveren palmen worden door een gouden palm vervangen.